# Aglaia elliptica
Aglaia elliptica là một loài thực vật thuộc họ Meliaceae. Loài này có ở Brunei, Indonesia, Malaysia, Myanma, Philippines, và Thái Lan.